# Royal College of Art
La Universidad Real de Arte (Royal College of Art) es una universidad pública de investigación, especializada en arte y diseño británica, ubicada en Albertopolis, un área de gran importancia cultural y científica, en South Kensington, Londres y ofrece licenciaturas de postgrado a estudiantes de más de 70 países. Desde 2019 y por cinco años consecutivos, la universidad ha sido clasificada como la primera en el mundo en el área de Arte y Diseño, por el QS World University Rankings.
Es la única universidad en el mundo que posee planes de estudio de posgrado en estas áreas, ofreciendo el Máster of Arts (M.A), Master of Philosophy (M.Phil.) y el Doctor of Philosophy (Ph.D.).
Grandes cineastas estudiaron fotografía en esta universidad, como por ejemplo Ridley Scott, que hizo su primer cortometraje, Boy and Bicycle, durante su estadía en dicha universidad.

## Escuelas
La Royal College of Art ofrece 29 programas de estudios diferentes de maestría y doctorado en las disciplinas del Arte y el Diseño, divididos en cuatro escuelas.

### School of Architecture
- - M.A. Architecture
  - M.A. Interior Design
  - M.A. City Design
  - M.A. Environmental Architecture
  - MRes RCA: Architecture Pathway
  - MPhil/PhD Architecture

### School of Communication
- - M.A. Animation
  - M.A. Information Experience Design;
  - M.A. Visual Communication
  - M.A. Digital Direction
  - MRes RCA: Communication Pathway
  - MPhil/PhD Communication

### School of Design
- - M.A. Design Products
  - M.A./M.Sc Global Innovation Design
  - M.A./M.Sc Innovation Design Engineering
  - M.A. Service Design
  - M.A. Intelligent Mobility
  - M.A Fashion Womenswear
  - M.A Fashion Menswear
  - M.A. Textiles
  - MRes RCA: Design Pathway
  - MRes Healthcare & Design
  - MPhil/PhD Design

### School of Arts & Humanities
- - M.A. Painting
  - M.A. Photography
  - M.A. Print
  - M.A. Sculpture
  - M.A. Curating Contemporary Art
  - M.A. Contemporary Art Practice
  - M.A. V&A/RCA History of Design
  - M.A. Writing
  - M.A. Ceramics & Glass
  - M.A. Jewellery & Metalwork
  - MRes RCA: Fine Art & Humanities Pathway
  - MPhil/PhD Arts & Humanities

### Véase
- Albertopolis

## Sede
La universidad está ubicada en tres sedes principales: South Kensington, Battersea y White City.